# Ансамбль Феррара
Ансамбль Ферра́ра (Ferrara Ensemble) — международный ансамбль старинной музыки, специализировавшийся на музыке западноевропейского Средневековья и Возрождения. Основан в Базеле в 1983 году американским лютнистом и педагогом Крофордом Янгом. Ансамбль c 1984 года выступал с концертами, выпускал (c 1988 до 2010 года) коммерческие аудиозаписи преимущественно на французском лейбле Arcana.

## Краткая характеристика
Ансамбль основан в 1983 г. в Базеле американским лютнистом Крофордом Янгом. Названием ансамбль обязан городу Феррара, который в эпоху Возрождения был крупным центром художественной культуры. 
В ансамбле с самого начала пели и играли студенты (разного этнического происхождения) базельской консерватории Schola cantorum, по этой причине исполнительский состав ансамбля не был стабилен. В разное время в нём пели Lena Susanne Norin (контральто), Kathleen Dineen (сопрано), Stephen Grant (баритон), Miriam Andersen (меццо-сопрано), Raitis Grigalis (баритон), Els Janssens (меццо-сопрано), Eve Kopli (сопрано), Eric Mentzel (тенор), играли (помимо Крофорда Янга) Randall Cook (виела), Norihisa Sugawara, Marion Fourquier, Debra Gomez, Masako Art (все — арфа), Jessica Marshall (виола), Karlheinz Schickhaus (цитра). В 1988 году на лейбле Deutsche harmonia mundi вышел первый коммерческий CD ансамбля с программой, составленной полностью из композиций Александра Агриколы. В дальнейшем в центре репертуара оставалась музыка позднего Средневековья и раннего Возрождения, в том числе программы из музыки Гильома де Машо, Уолтера Фрая, анонимных немецких, английских, французских, итальянских композиторов. Последний альбом «Corps femenin. L'avant-garde de Jean Duc de Berry», выпущенный в 2010 г., посвящён изысканной и технически сложной музыке ars subtilior. 
Исполнительские редакции («реконструкции») музыкальных произведений выполнял руководитель ансамбля Крофорд Янг. В реконструкциях старинной вокальной полифонии он нередко поручал один, на его взгляд, мелодически наиболее выразительный голос, вокалисту, а остальные голоса — музыкальным инструментам (т.е. как если бы пьеса была написана в гомофонном складе). Большое место в реконструкциях Янга также отводится инструментальным обработкам, например, знаменитое рондо́ Хайне ван Гизегема «De tous biens plaine» в тематической программе ансамбля «Agricola: Chansons» он даёт в трёх разных инструментальных версиях (при том что вокальный оригинал не звучит ни разу).